# 4069 Blakee
4069 Blakee este un asteroid din centura principală, descoperit pe 7 noiembrie 1978, de Eleanor Helin și Schelte Bus.